# Jean Baptiste Christophore Fusée Aublet
Jean Baptiste Christophore Fusée Aublet (4 de novembre de 1720 – 6 de maig de 1778) va ser un botànic francès i també un explorador.
Nasqué a Salon-de-Provence, s'uní a la Companyia Francesa de l'Índia Oriental i el 1752 va ser enviat a l'illa Maurici per establir-hi una farmàcia i un jardí botànic. Hi treballà durant 9 anys, va ser acusat de destruir, per gelosia, plantes de la col·lecció de Pierre Poivre,
El 1762 va ser enviat a Cayenne a la Guaiana francesa on va fer un gran herbari amb el qual preparà la seva obra Histoire des plantes de la Guiane françoise, publicada el 1775.
Fusée Aublet morí a París i legà el seu herbari a Jean-Jacques Rousseau qui morí dos mesos després.
Abreujatura com a botànic: Aubl.